# Großsteingräber bei Dewitz
Die Großsteingräber bei Dewitz waren zwei megalithische Grabanlagen der jungsteinzeitlichen Tiefstichkeramikkultur bei Dewitz, einem Ortsteil der Gemeinde Altmärkische Höhe im Landkreis Stendal, Sachsen-Anhalt. Beide wurden im 19. Jahrhundert zerstört.

## Lage
Die beiden Gräber befanden sich nordwestlich von Dewitz an der Grenze zum Dorf Gagel. Sie lagen etwa 80 m voneinander entfernt. Östlich befinden sich die drei noch erhaltenen Großsteingräber bei Bretsch.

## Forschungsgeschichte
Erstmals dokumentiert wurden die beiden Anlagen in den 1830er Jahren durch Johann Friedrich Danneil. Bei einer erneuten Aufnahme der Großsteingräber der Altmark mussten Eduard Krause und Otto Schoetensack in den 1890er Jahren feststellen, dass beide Gräber in der Zwischenzeit im Zuge der Separation vollständig abgetragen worden waren.

## Beschreibung

### Grab 1
Grab 1 besaß eine Kammer mit einer Länge von 8,5 m und einer Breite von 3,5 m. Bei Danneils Aufnahme waren noch die beiden äußeren Decksteine vorhanden. Aufgrund der Länge der Grabkammer muss es sich um einen Großdolmen oder um ein Ganggrab gehandelt haben.

### Grab 2
Grab 2 besaß eine steinerne Umfassung mit einer Länge von 7,2 m und einer Breite von 5,7 m. Mehrere Umfassungssteine fehlten bereits bei Danneils Aufnahme. Maßangaben zur Grabkammer liegen nicht vor. Da das Grab aber in seiner Gesamterscheinung dem benachbarten stark ähnelte, dürfte es sich ebenfalls um einen Großdolmen oder ein Ganggrab gehandelt haben.